# Oligonychus monsarrati
Oligonychus monsarrati är en spindeldjursart som beskrevs av Gutierrez 1967. Oligonychus monsarrati ingår i släktet Oligonychus och familjen Tetranychidae. Inga underarter finns listade i Catalogue of Life.